# Георгій Георгієв
Георгій Георгієв  (болг. Георги Георгиев, 30 січня 1976) — болгарський дзюдоїст, олімпійський медаліст.

## Виступи на Олімпіадах
| Олімпіада   | Дисципліна                  | Місце |
| ----------- | --------------------------- | ----- |
| Сідней 2000 | дзюдо, напівлегка категорія | 13T   |
| Афіни 2004  | дзюдо, напівлегка категорія | 3T    |

## Зовнішні посилання
- Досьє на sport.references.com [Архівовано 4 вересня 2011 у Wayback Machine.]